# La piramide di Atlantide
La piramide di Atlantide (Raising Atlantis) è un fantathriller dello scrittore statunitense Thomas Greanias pubblicato nel 2005. È il primo episodio della serie sull'astroarcheologo Conrad Yeats.

## Trama
In Antartide un terremoto porta alla luce misteriose rovine. Il generale statunitense Griffin Yeats chiama il figlio adottivo Conrad e la linguista e criptologa Serena Serghetti (suora dei servizi del Vaticano). La scoperta di una piramide è l'inizio di uno studio che svelerà un micidiale meccanismo di regolazione della popolazione mondiale.
Una catastrofe cancellerà le tracce della presunta Atlantide, Conrad sopravviverà ma avrà perso ogni prova della sua scoperta e dovrà separarsi da Serena (di cui si è innamorato) che deciderà di rimanere nel suo stato di suora.

## Edizioni
- Thomas Greanias, La piramide di Atlantide, La Gaia Scienza, 2005,  p. 348.